# Bitka pri Morgartenu
Bitka pri Morgartenu je potekala 15. novembra 1315, ko so čete okraja Schwyza ob podpori svojih zaveznikov Urija in Unterwaldena, napadla avstrijsko vojsko pod poveljstvom vojvoda Leopolda I. na obali Egerijskega jezera, na ozemlju okraja Schwyza.
Po kratki bitki iz neposredne bližine je bila avstrijska vojska poražena s številnimi ubitimi ali utopljenimi. Švicarska zmaga je utrdila Zvezo treh gozdnih okrajev, ki je tvorila jedro Stare Švicarske konfederacije

## Sodelujoči

### Gozdni okraji
Gozdni okraji (nemško Stand – okraj, okrožje; mn. Gozdni okraji nemško Waldstätte; angleško Forest Cantons;  nemško: ['valt?t? t?]). "Gozdni okraji" je izraz, ki se od zgodnjega trinajstega stoletja uporablja za označevanje (Stätte (ednina: Statt, "mesta") ali pozneje Ort (mn.: nemško Orte, "kraj") ali nemško Stand (množina: {{lang-de|Stände} }, "posestvo") zgodnjih zavezniških okrajev Urija, Schwyza in Unterwaldena v današnji Osrednji Švici. </ref>